# Lago Longemer
El Lago Longemer es un lago de Francia , situado en el departamento de Vosgos .Se encuentra en la comuna de Xonrupt y es uno de los principales lugares de turismo verde del departamento .

## Geografía
Lago de origen glaciar atravesado por el Río Vologne, tiene una extensión de 76 Ha . Sus dimensiones máximas son de 1950 m de longitud y 550 m de ancho.
La vocación turística del lugar se traduce en la presencia de varios camping (13 en la comuna) y las numerosas actividades , como la pesca ,los paseos y otras actividades acuáticas.
Gracias tanto a su buena accesibilidad como por la calidad de su pesca que el lago Longemer fue elegido para acoger algunas mangas del campeonato del mundo de pesca con mosca , organizado por Francia en julio del 2002 .

## Lugarés de interés

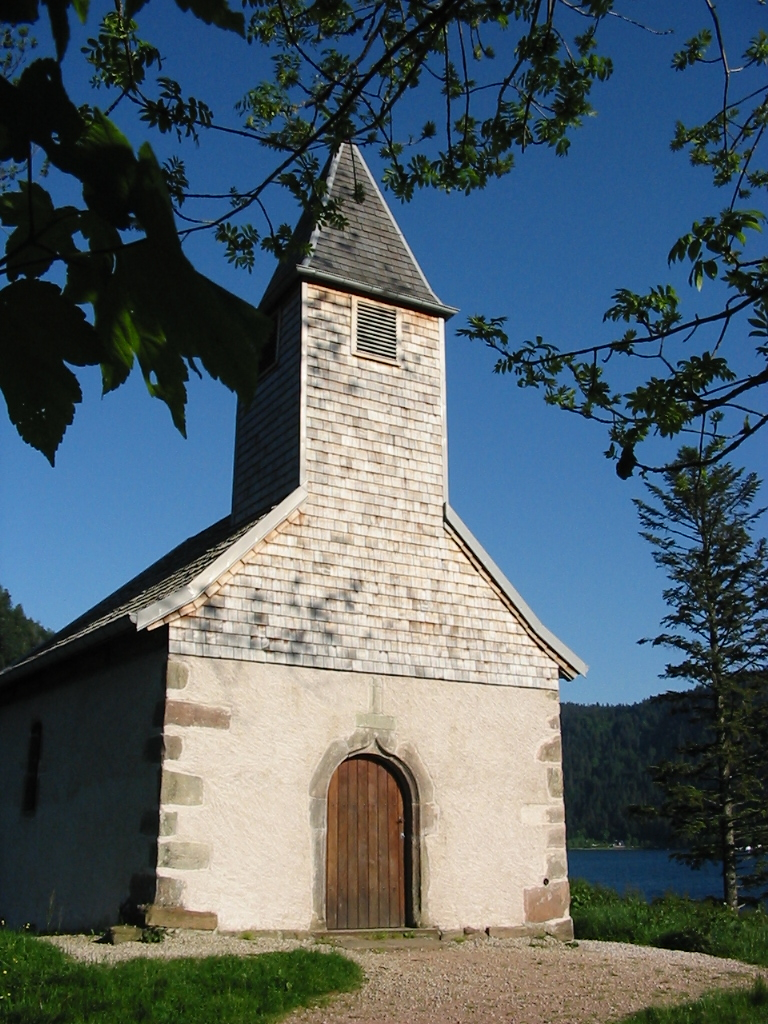
Capilla de San Florencio.

En la orilla occidental se encuentra una pequeña capilla dedicada a San Florencio, construida hacia el año 1449.Posteriormente quedó en ruinas y fue reconstruida en el año 1727. Ocupa el lugar de un oratorio creado en el año 1056 por el ermitaño Bilon, un antiguo funcionario del duque Gerardo de Lorena.

## Formación del valle de los lagos
Durante el cuaternario, el macizo de los Vosgos tuvo glaciaciones sucesivas, pero fue durante la última fase, la de la glaciación de Würm (80.000 a 10.000 años a. C.) que nacieron los tres lagos:
- El primero, el lago Retournemer es un lago de circo glaciar;
- El segundo, el lago Longemer ocupa un estanque cavado en el antiguo lecho del glaciar(heladero);
- El tercero, el lago Gérardmer es retenido por un morrena terminal que bloquea el valle hacia abajo .

- Datos: Q1414641
- Multimedia: Lac de Longemer / Q1414641